# Исаакян, Исаак Абасович

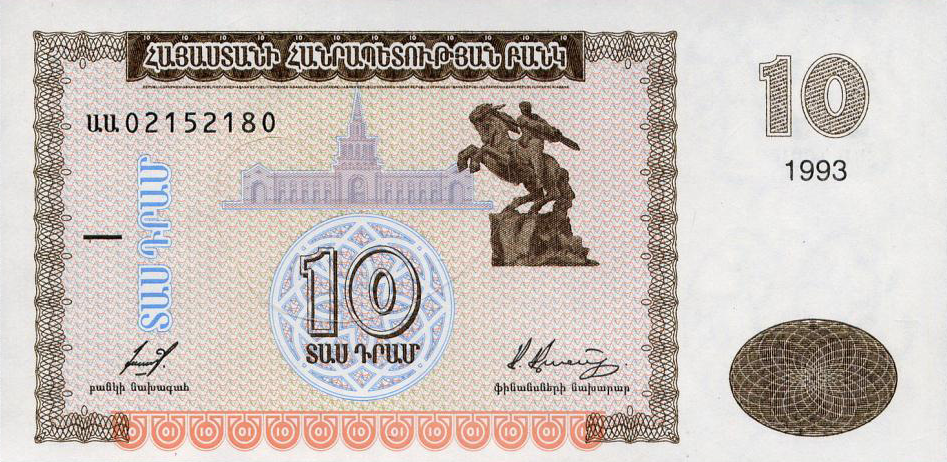
Банкнота 10 армянских драмов образца 1993 года с подписью И. Исаакяна (слева внизу).

Исаа́к Аба́сович Исаакя́н (арм. Իսահակ Աբասի Իսահակյան; 10 августа 1933, Курган, Уральская область — 16 февраля 2017, Ереван) — советский и армянский экономист и государственный деятель, председатель Центрального банка Армении (1988—1994).

## Биография
Исаак Абасович Исаакян родился 10 августа 1933 года в семье политического ссыльного в городе Кургане Курганского района Уральской области РСФСР, ныне город — административный центр Курганской области. Отец, Исаакян Аббас Кеворкович, и мать более 20 лет провели в ссылке, воспитывался у бабушки.
В 1951 году окончил среднюю школу села Кантаги Туркестанского района Южно-Казахстанской области Казахской ССР (ныне село находится в подчинении городской администрации города Кентау Туркестанской области Республики Казахстан).
В 1957 году окончил кредитное отделение финансового факультета Ташкентского финансово-экономического института, затем был прикомандирован к Армянскому отделению Госбанка СССР. Работал кредитным инспектором в отделе торгового кредитования, затем экономистом в отделе кредитования сельского хозяйства и старшим экономистом в отделе денежного обращения.
В 1967—1969 годах — помощник управляющего Армянской конторы Госбанка СССР.
В 1969—1970 годах — заведующий Мясникянским районным банковским отделением Армянской конторы Госбанка СССР, город Ереван.
В 1970—1976 годах — начальник отдела сельскохозяйственных кредитов Армянской конторы Госбанка СССР.
В 1976—1978 годах — начальник городского управления Армянской конторы Госбанка СССР. 5 августа 1977 года там была кража. Феликс Калачян вынес полтора миллиона советских рублей, банкноты номиналом в 100 рублей серии АИ, почти тридцать килограммов денег, расстрелян.
В 1978—1988 годах — заместитель управляющего Армянской конторы Госбанка СССР. В 1987 году Армянская республиканская контора Госбанка СССР была переименована в Армянский республиканский банк Госбанка СССР (с 52 отделениями).
В 1988—1991 годах — заведующий Армянским республиканским банком Госбанка СССР.
В 1991—1993 годах — председатель Национального банка Республики Армения, в 1993—1994 гг. — председатель Центрального банка Республики Армения. В 1993 году по решению Верховного Совета Республики Армения была создана Государственная комиссия по регулированию денежного обращения, одним из трех сопредседателей которой выступил И. Исаакян, с чьей подписью выпускались первые армянские банкноты, и важные документы по денежному обращению в независимой Армении.
С 1994 года — советник председателя Центрального банка Республики Армения.
С 1997 года был председателем Совета попечителей отраслевого профсоюза банков Республики Армения.
Исаак Абасович Исаакян умер 16 февраля 2017 года в городе Ереване Республики Армения. Панихида была 17 февраля 2017 года в траурном зале по адресу: Ереван, ул. Нубарашен 46. Похоронен 18 февраля 2017 года <где?>.

## Награды и звания
- Орден Трудового Красного Знамени, 12 июня 1981 года
- Медаль Анании Ширакаци
- Памятная медаль премьер-министра Республики Армения, 10 августа 2010 года[8]
- Награждён правительственными медалями и ведомственными наградами Центробанка[9].

## Память
- Стипендиальный конкурс исследований имени Исаака Исаакяна, Центральный банк Республики Армения[10]